# リトル・グリーンメン (ウクライナ危機)

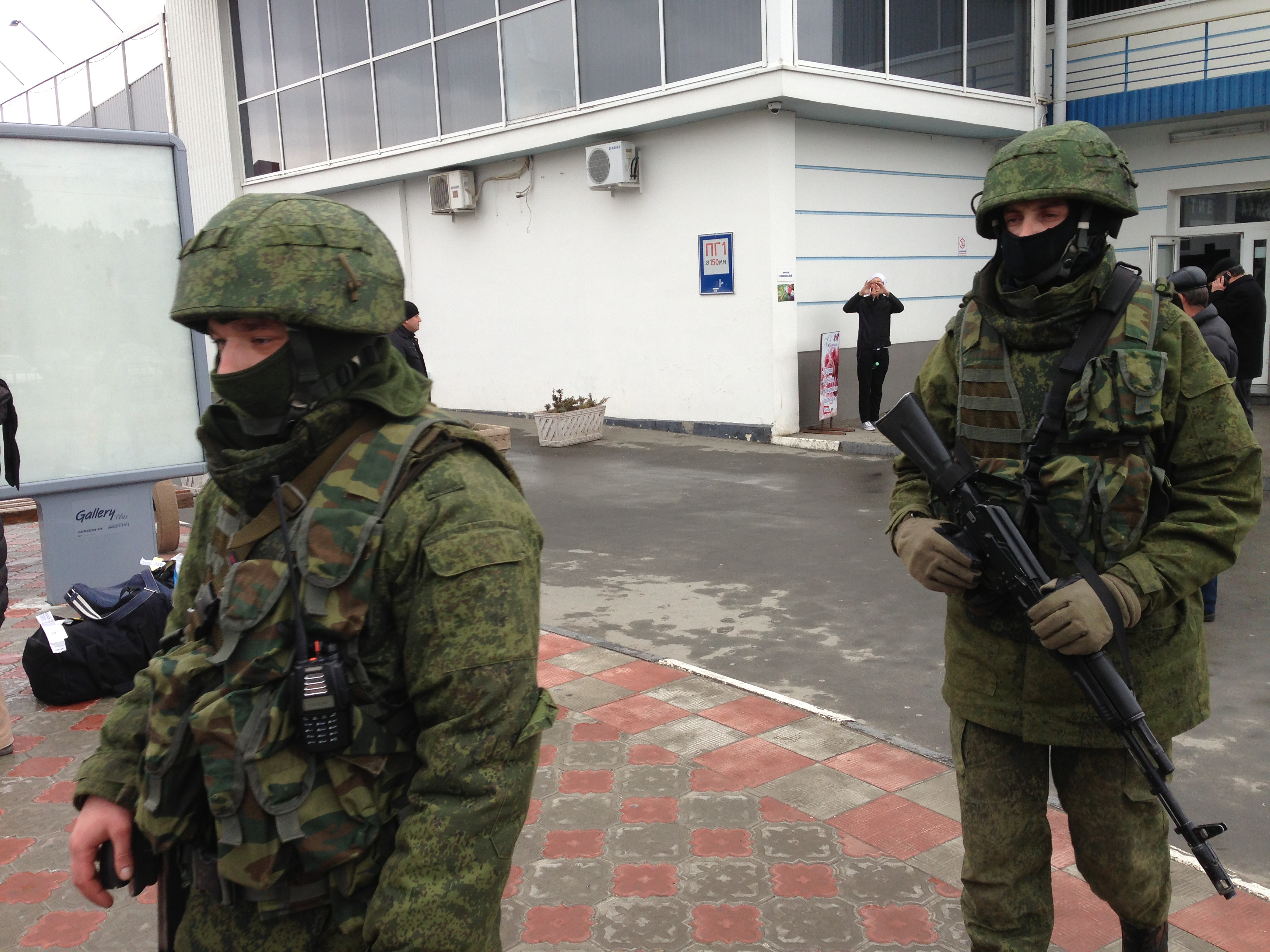
シンフェローポリ国際空港での徽章が無い武装兵(リトル・グリーンメン) (2014年2月28日)。画像右側のAK-74Mはマガジンが挿入されていない。

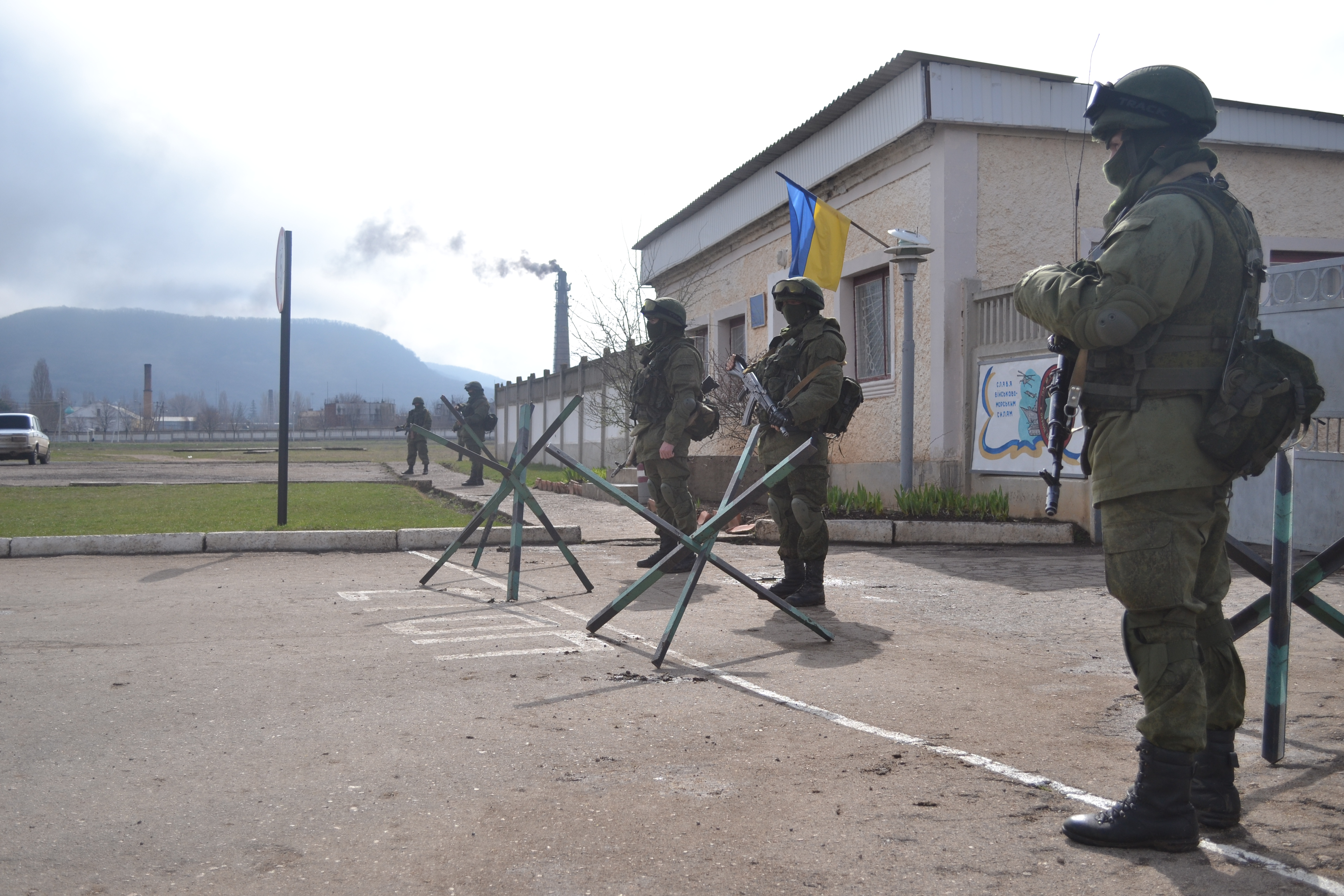
AK-74Msを装備し、シンフェロポリ南25kmにあるペレヴァリノエの軍基地を封鎖している「リトル・グリーンメン」(2014年3月9日)

リトル・グリーンメンは、2014年ウクライナ危機の際に現れたロシア軍の武器と装備品を装備しているが、徽章を付けず覆面で顔を隠した所属不明の兵士を指す。この用語はロシアによるクリミアの併合の最中に最初に使われた。
シンフェローポリ国際空港やクリミアの大半の軍事基地、 及びシンフェロポリの議会を占領・封鎖した。一方で彼らは実質的に住民の日常活動に干渉しなかったため、ロシア国民や親露派の住民からは「礼儀正しい人々」 (ロシア語: вежливые люди vezhlivye lyudi, ウクライナ語: ввічливі люди vvichlyvi lyudy)と呼ばれた。
2015年4月、退役したロシア提督イーゴリ・カサトノフは「リトル・グリーンメン」はロシアの特殊部隊「スペツナズ」のメンバーだったと述べた。彼の情報によれば、クリミアに配備されたロシア軍はヘリコプター6機とIl-76 3機で送られた計500人が含まれる。
2015年12月17日、ロシアのウラジーミル・プーチン大統領は、ウクライナの軍事的範囲を含む特定の任務に従事していたロシア人の存在を簡潔ではあるが認めており、それはウクライナにおけるロシア正規軍の存在を意味するものではないと付け加えた。

## 武器と装備分析
2014年3月、フィンランド誌『Suomen Sotilas』 (フィンランドの兵士) は「リトル・グリーンメン」の写真で見られる装備と武器の分析記事を出した。
記事では武器と装備の一部はロシア連邦軍のみに提供されているものだと述べている。
- 新品の EMR カモフラージュ戦闘服
- 新品の 6Sh112 戦術ベスト
- 新品の 6B27, 6B7-1M 複合ヘルメット
- 新品の 7.62 mm PKPマシンガン
- 6B26 複合ヘルメット (ロシア連邦空挺軍のみ使用)
- 6Sh92-5 戦術ベスト (ロシア連邦空挺軍のみ使用)
- Gorka-3 戦闘服 (ロシア特殊部隊と山岳部隊のみ使用)
- Smersh AK/VOG 戦術ベスト (ロシア特殊部隊のみ使用)

記事では「これらの軍は(モスクワのクビンカに拠点を置く)ロシア空挺軍第45独立親衛特殊任務連隊」の蓋然性がかなり高いと結論付けた。
他のメディアはロシア特殊部隊の配備の証拠として撮影されたVSS ヴィントレスを装備した徽章がないロシア兵の写真を公開した。

## ロシアの公式反応
ウラジーミル・プーチン大統領は当初グリーンメンはロシア軍ではないが、地元民兵組織がウクライナ軍から武器を奪ったと述べた 。NATOの欧州連合軍最高司令部作戦連合軍のフィリップ・ブリードラブ大将は「グリーンメン」は実際にロシア軍だったと述べた。
2014年3月、プーチン大統領は事前に計画された介入がなかったと主張し続けた が、「重装備で統率のとれたグループが侵略開始時にクリミアの空港と港を乗っ取った。彼らは単なる「自警団」であり、地元の軍用ショップからロシア風の制服を購入したのかもしれない」と述べた。ウクライナ銃所有者協会によれば、ウクライナの法律では狩猟目的以外での火器の販売や持ち運びは禁止されているという。
4月17日、プーチン大統領は初めてロシアの特殊部隊が地元の人々の保護や国民投票に向けての状況をつくるためにクリミアの出来事に関与していると公に認めた。その後、出来事の最中のクリミアでロシア軍がウクライナ軍をブロックしていることを認めた。
クリミアでのロシア軍の存在についての質問への答えで、ロシア国防相のセルゲイ・ショイグは「ウクライナの出来事でのロシア特殊部隊の使用に関しての声明に関して私は一つだけ言える。暗い部屋で黒猫を探すのは大変だ、特に猫がそこにいないのなら」と述べ、もし猫が「知的で勇敢で誠実」であれば猫の捜索は「馬鹿らしいものになる」と謎めかして付け加えた。

## ドンバスでの再出現
ウクライナ内戦中の2014年8月26日に、ロイター通信の特派員によるドネツィク州コロスキーからの報告では数十人のロシア訛りの重装備兵が週末に現れ道路を封鎖した(ロシア国境から約10キロメートル)とされた。白いバンドをつけ、同一の識別マークをつけた10人の兵士がDzerkalne村付近でウクライナ軍により拘束された。火曜日に公開された映像の中で拘束された兵士はロシア軍の空挺兵だと述べた。BBCの報道で、ドンバスの徽章無しのロシア軍を「幽霊軍」と述べた。
2015年1月13日、ウクライナの報道機関「censor.net」はルハーンシクにいるロシアの特殊部隊について、緑の軍服を着た兵士8人(一部の兵士はロシア軍のみ使用するAS Valを装備)が街頭をパトロールしている映像と共に報じた。